# Orleans (Iowa)
Orleans – miasto w Stanach Zjednoczonych, w stanie Iowa, w hrabstwie Dickinson. W 2000 roku liczyło 583 mieszkańców.